# Wagen 54 – Bitte Melden
Wagen 54 – Bitte Melden (Originaltitel: Car 54, Where Are You?) ist eine US-amerikanische Filmkomödie aus dem Jahr 1994 nach Motiven der gleichnamigen Sitcom von 1961.

## Handlung
Der Polizist Gunther Toody bekommt einen neuen Partner zugewiesen, nachdem er seinen alten Partner überfuhr. Sein neuer Partner ist Francis Muldoon, der das komplette Gegenteil von Toody ist. Als sie dann auf einen Kronzeugen in einem Mafiaprozess aufpassen müssen, geraten sie immer wieder aneinander.

## Rezeption
Der Film erhielt ausschließlich negative Kritiken und hat damit ein Rating von 0 % bei den Rotten Tomatoes basierend auf 17 Kritiken.

„Die alberne Polizeiklamotte basiert auf einer US-Comedy-Serie aus den 60er Jahren. Doch über die schlecht erzählten Witze, einfallslosen Gags und platten Blödeleien können bestenfalls die drittklassigen Darsteller lachen.“

## Auszeichnungen
Rosie O’Donnell gewann für ihre Darstellung in dem Film die Goldene Himbeere für die schlechteste Nebendarstellerin. Bei den Stinkers Bad Movie Awards gewann der Film in der Kategorie schlechteste Filmadaption einer TV-Serie und war nominiert in den Kategorien schlechtester Film und schlechteste Nebendarstellerin (O’Donnell).